# Manon Briand
Manon Briand (Baie-Comeau, Quebec, 1 de gener de 1964) és un director i guionista de cinema Canadenc. Després de graduar-se en estudis de cinema a la Universitat Concordia, Briand va anar a França per estudiar guió el 1987. Tornant a casa, va cofundar un grup de cineastes independents, Les Films de l'Autre, i aviat va començar a dirigir. Va dirigir Les Sauf-conduits, un segment a Cosmos, 2 secondes, La Turbulence des fluides, Liverpool i el telefilm Heart: The Marilyn Bell Story.
El 2023 va entrar en producció del seu darrer llargmetratge, Le Chef et la douanière.